# Guy Wilks
Guy Wilks, född 1981 i Darlington, är en brittisk rallyförare. 

## Karriär
Wilks vann det brittiska rallymästerskapet 2007 och 2008. Han kom även tvåa i Junior-VM 2005 då han var stallkamrat med PG Andersson i Suzuki. 2010 körde han Intercontinental Rally Challenge för Škoda.